# Tripleurospermum tetragonospermum
Tripleurospermum tetragonospermum là một loài thực vật có hoa trong họ Cúc. Loài này được (F.Schmidt) Pobed. miêu tả khoa học đầu tiên năm 1961.